# Der Pionier
Der Pionier (em português: O Pioneiro) foi um dos órgãos de expressão da anarcossindicalista Associação Livre de Sindicatos Alemães (FVDG).
Com a sua fundação em 1897, a FVDG começou a publicar o jornal Die Einigkeit como órgão oficial. Porém, devido aos conflitos entre a FVDG e o Partido Social-Democrata da Alemanha (SPD), alguns anarquistas do FVDG como Fritz Köster e Andreas Kleinlein ganharam influência no sindicato e conseguiram que, após a ruptura entre FVDG e SPD, a FVDG lançasse outro órgão de expressão destinado especificamente a rebater as posições do SPD. Esse órgão foi Der Pionier, fundado no Congresso de 1908 da FVDG.
O primeiro número foi publicado no outono de 1911 e, desde então, o jornal saiu semanalmente, editado pelo anarquista Fritz Köster numa linha muito mais agressiva do que Die Einigkeit. Face a 1912, eram publicadas 4.500 cópias de cada número.
Durante da Primeira Guerra Mundial, com a FVDG muito limitada pela política de Burgfrieden entre as organizações social-democratas e o governo, os jornais Die Einigkeit e Der Pionier foram encerrados. Em 5 de agosto de 1914, Der Pionier publicou um artigo escrito por Max Winkler e Fritz Kater, líder do FVDG, que reafirmava o antimilitarismo da organização opondo-se frontalmente à política do SPD e do Estado alemão. Foi o último número publicado.